# ادامپور موچری
ادامپور موچری (به انگلیسی: Adampur Mouchri) در هند است که در اوتار پرادش واقع شده‌است.